# Abu Khanadiq
Abu Khanadeq (tiếng Ả Rập: أبو خنادق) là một ngôi làng Syria nằm ở phó huyện Sabburah thuộc huyện Salamiyah, Hama. Theo Cục Thống kê Trung ương Syria (CBS), Abu Khanadeq có dân số 507 người trong cuộc điều tra dân số năm 2004.

## Nội chiến Syria
Vào ngày 5 tháng 2 năm 2018, Lực lượng Vũ trang Syria đã báo cáo việc bắt giữ Abu Khanadiq cùng với Buyud al-Saffaf, Abu al-Kheir, Rasm al-Kibar, Tell al-Shur, Malihah Saghirah, Rasm al-Mafkar và Khirbat Umm Rujum ở phía đông bắc Hama.